# Aiguille de Bionnassay
Aiguille de Bionnassay (4052 m n. m.) je hora v Montblanském masivu v Grajských Alpách. Jejím vrcholem prochází státní hranice mezi Francií (region Rhône Alpes) a Itálií (region Valle d'Aosta). Na vrchol je možné vystoupit z chaty Rifugio del Goûter (3817 m n. m.) na francouzské straně, nebo z chaty Rifugio Torino (3322 m n. m. a 3375 m n. m., má 2 budovy) na straně italské.
Prvními lidmi na vrcholu byli 28. července 1865 horolezci E. N. Buxton, Florence Crauford Grove, R. S. McDonald, J.-P. Cachat a M. Payot.